# حارة الأثار (جعار)
حارة الأثار هي إحدى حارات حي المثلث بمدينة جعار التابعة لمحافظة أبين، بلغ تعداد سكانها 1292 نسمة حسب تعداد اليمن لعام 2004.